# Gilberto Pianezzola
Gilberto Pianezzola (Itàlia, 15 de febrer de 1966) és un pilot de ral·li retirat. Va participar en diverses edicions del Campionat Mundial de Ral·lis i del Campionat Europeu.

## Trajectòria
Després de prendre part en ral·lis locals italians, el 1988 hi competeix per primer cop a una prova del World Rally Championship (WRC), al Ral·li de San Remo, tal com farà l'any següent. El 1990 dona el salt i participa en diverses competicions del Mundial, tot conduint un Toyota Celica (tret del Ral·li de San Marino, on condueix un Lancia Delta) i amb Lucio Baggio de copilot. Baggio ja l'acompanyava des de mitjans dels anys 80. Eixa temporada va ser prou modesta i Pianezzola/Baggio van acabar en la posició 54.
L'any següent només pren part de l'Europeu, ja tota la temporada amb el Lancia Delta. La seua carrera més destacada és un segon lloc a San Marino.
Per al 1992 retorna al WRC, amb Loris Reggia de copilot, qui l'acompanyarà fins a la seua retirada de l'escena internacional. Aconsegueix la seua primera victòria gran, de nou a San Marino, només amb valor per a l'Europeu. En aquesta competició cal sumar un segon lloc al Ral·li Piancavallo. Va tancar la temporada amb el 34é lloc al Mundial, tot destacant la sisena posició al Ral·li de San Remo.
El seu major triomf va vindre el 1993, quan Pianezzola i Loggia van aconseguir el Campionat d'Itàlia de Ral·lis, al qual cal afegir el cinquè lloc a l'Europeu i el dinovè al Mundial. Va ser una temporada força exitosa, amb victòria al Ral·lis dels Abruzzos i podis a San Marino i San Remo (l'únic de la seua trajectòria al WRC).
Durant el 1994 i 1995 només competeix en proves italianes, algunes d'elles comptadores per a l'Europeu, de nou al volant del Toyota Celica. El 1996 és el seu darrer any a les competicions internacionals. Eixe any conclou l'onzé al WRC.

## Estadístiques

### Campionat Mundial de Ral·lis
- Va participar en un total de 17 proves, de les quals va finalitzar-ne 11.
- Va fer un podi (3r lloc a San Remo, 1993).
- Va sumar un total de 33 punts.

### Campionat Europeu de Ral·lis
- Va participar en un total de 19 proves, de les quals va finalitzar-ne 16.
- Va fer 12 podis (1r lloc a San Marino, 1992, i Abruzzos, 1993).
- Va sumar un total de 1490 punts.